# Стугна
Сту́гна — річка в Україні, в межах Фастівського та Обухівського районів Київської області. Права притока Дніпра (басейн Чорного моря).

## Опис
Довжина 69,5 км, сточище 787 км². Похил річки 1,7 м/км. Заплава двобічна, завширшки до 500 м. Річище помірно звивисте, пересічна ширина в середній течії 10 м, глибина 0,8—1 м. Долина переважно трапецієподібна, завширшки до 2,5 км, завглибшки до 50 м. Споруджено багато ставків. У середній та нижній течії забруднена стічними водами.

## Розташування
Стугна бере початок біля північної околиці села Велика Снітинка. Тече в межах Придніпровської височини спершу на північний схід, далі — переважно на схід. Впадає до Дніпра на північ від міста Українка.
На Стугні розташовані міста: Васильків, Обухів (частково) та Українка, а також смт Борова і декілька сіл: Здоровка, Погреби, Копачів, Степок.

## Притоки
Здоровка, Очеретянка, Бугаївка, Тихань (ліві), Хорватка, Чортиха, Барахтянка, Раківка, Кобринка (праві).

## Природоохоронні території
На р. Стугна в Обухівському районі розташований лісовий заказник Стугна площею 58,5 га.

## Походження назви
Стугна — назва з балтських мов аналогічна річкам: Дугна, Вердуга, Дьогна в Росії. В даному ареалі досить багато балтомовних гідронімів.

## Історія

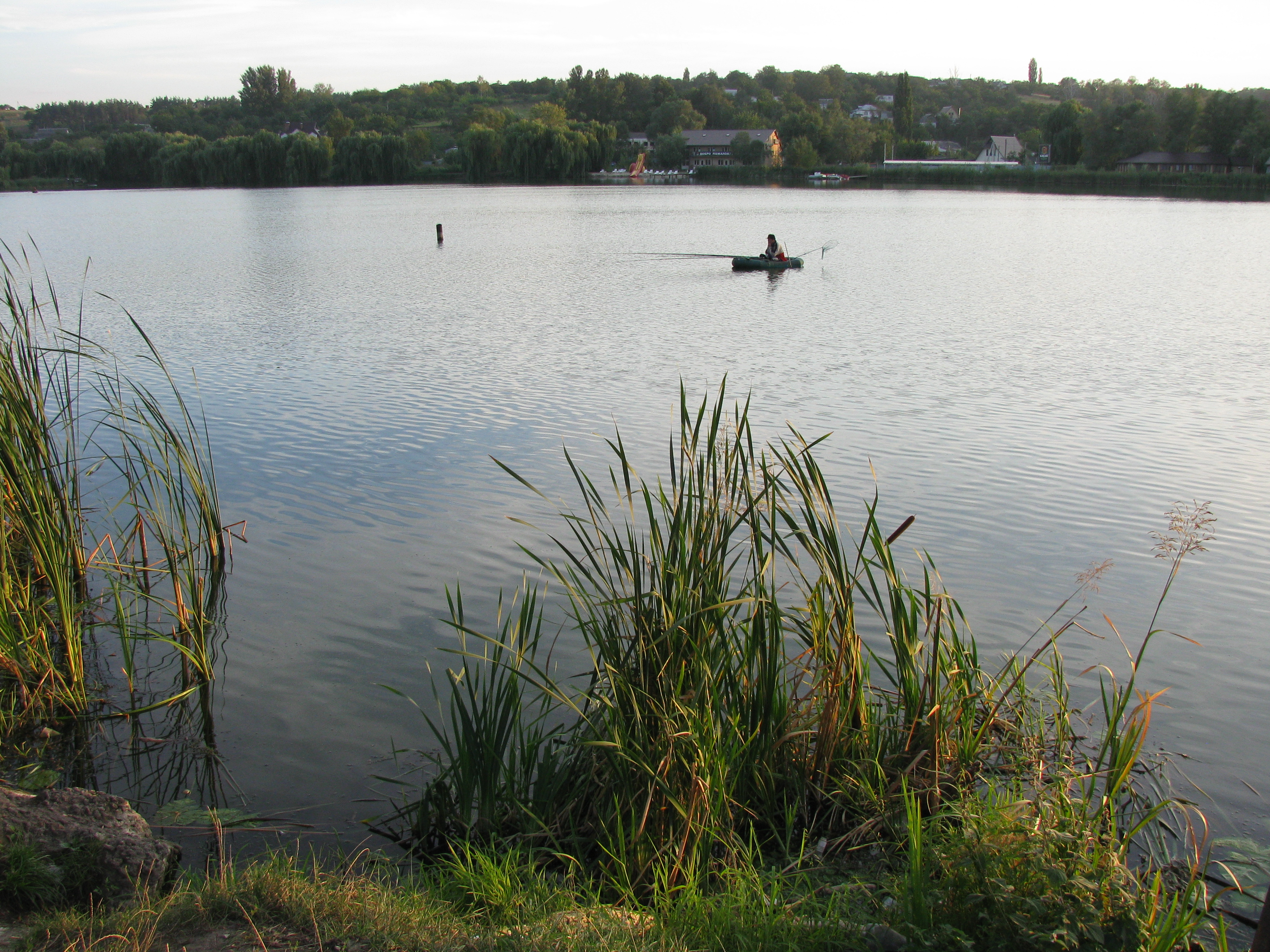
Стугна в місті Васильків

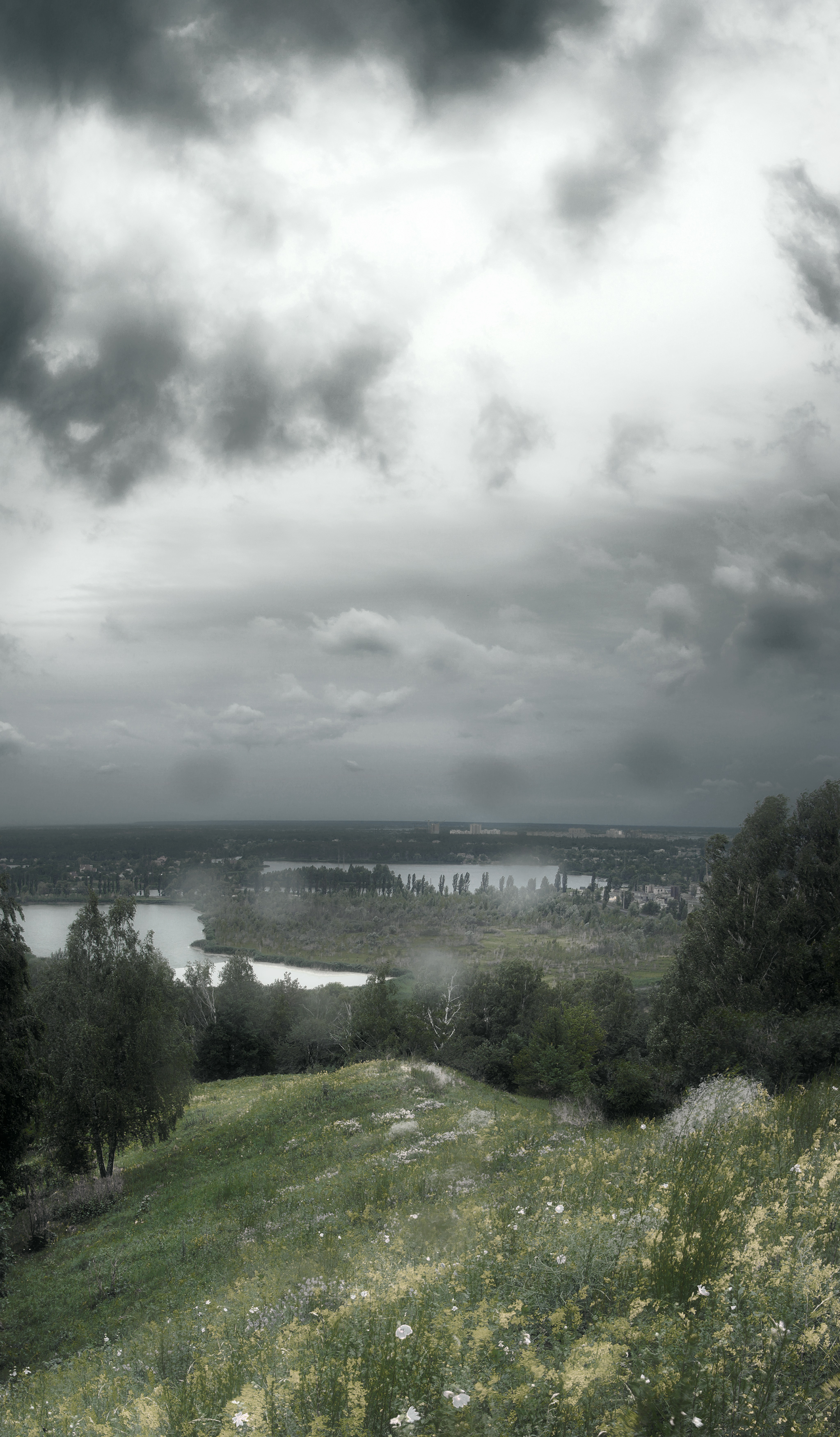
Стугна із височин дороги на Обухів

Найдавніша історія Стугни пов'язана з проживанням біля неї та її освоєння племен різних археологічних культур: у період неоліту Культура ямково-гребінцевої кераміки кінець (5-го — початок 4-го тисячоліття до н. е.), енеоліту — Трипільська культура (4-3 тисячоліття до н. е.) і Культура кулястих амфор (2300—2000 роки до н. е.), Бронзова доба — Середньодніпровська культура (22-18 століття до н. е.), Залізна доба — Чорноліська культура (IX-VIII століття до н. е.). Пізніше у VII-III столітті до н. е. територія річки входила до ареалу розселення племен скіфів-орачів і неврів. В дослов'янський період на території річки мешкали племена Зарубинецької культури (II-I століття до н. е.), у I-II столітті — сармати та венеди.
Період раннього середньовіччя представлений біля річки племенами культурами типу празько-корчацька та лука-райковецька. У VI-ІХ столітті Стугна знаходилася в ареалі розселення східнослов'янського племені полян. З кінця IX до середини XIII річка була територією Київської Русі (в адміністративному відношенні була територією Київського князівства до його ліквідації у 1470 році). За часів Володимира Великого Стугна грала роль другого після річки Рось, внутрішнього рубежу оборони Києва з півдня від набігів степових кочівників. Фортецями на берегах Стугни, відомими як Стугнинська оборонна лінія, служили Васильків, Заріччя, Тумащь, Трипілля.
26 травня 1093 року на правому березі Стугни відбулася битва між військом руських князів і половцями, що закінчилася поразкою русів. Тоді в річці потонув переяславський князь Ростислав Всеволодович.
Після Монгольської навали на Русь, фактично з грудня 1240 року річка стає частиною Монгольської імперії (з 1266 року — Золотої Орди). В 1362 року приєднується до Великого князівства Литовського. 1569 року в результаті Люблінської унії опиняється у складі Польщі. В 1648 році, під час повстання Богдана Хмельницького Стугна увійшла до складу новоствореної козацької Гетьманщини. За Андрусівським перемир'ям річка була поділена між Польщею (більший відрізок — територія басейну річки у нинішніх Фастівському, Васильківському та велика частина Обухівського району) та Росією (невеликий відрізок Обухівського району). Тобто, водна артерія стала поділена між Правобережним і Лівобережним гетьманами. Вічний мир 1686 року підтвердив цей розподіл. Після другого поділу Польщі з 1793 року вся Стугна опинилася у складі Російської імперії (так було до 1917 року).
Під час революційних змагань 1917—1921 років територія річки опинялася у короткочасному володінні різник держав та військ. З березня 1917 року в результаті Лютневої революції влада над річкою формально перейшла до Української Центральної ради (з листопада стала територією Української Народної Республіки). У січні-березні 1918 року річка контролювалася більшовицькою армією. Але в березні 1918 року її окупували німецькі війська і влада над нею спочатку перейшла до УНР, а з 29 квітня стала входити до території Української Держави Павла Скоропадського. З листопаді 1918 року в результаті повстання проти німецьких військ юрисдикцію над річкою встановлює Директорії УНР. У лютому 1919 року більшовики знову захопили річку. Та проти радянської влади відразу повстали жителі Обухівщини, підтримуючи дії отамана-«незалежника» Зеленого. Через це протягом декількох місяців річка в різні періоди в різних обсягах контролювалася отаманом Зеленим і радянськими військами. З тим, 12 травня 1919 року повстанці були розбиті під Обуховом батальйоном Київського губвійськомату. На початку травня 1920 року об'єднані армії Польщі та Директорії УНР зайняли річку, проте через контрнаступ радянської армії змушені були на початку червня відступити. З даного часу над річкою остаточно встановлюється радянська влада. У липні-серпні 1941 року гітлерівські німецькі війська окупували сточище Стугни, але в листопаді 1943 року Червона армія повернула водяну артерію під юрисдикцію радянської влади.
До побудови Трипільської ТЕС в 1960-х-1970-х роках Стугна зливалася з річкою Красною, але потім для Стугни було прорито нове гирло. Ширина річки зросла до 50—60 метрів, що створює сприятливі умови для судноплавства, водного відпочинку і рибного лову. З проголошенням незалежності 24 серпня 1991 року річка є територією України. З 1990-х років привабливу прибережну смугу річки стали придбати собі та активно забудовувати під елітні дачі відомі й заможні громадяни (наприклад: Віктор Медведчук, Олег Тягнибок, за деякими даними один з братів Суркісів та інші). З тим, як виявили журналісти, деякі з елітних дач знаходяться на території заповідника «Стугна», в якому заборонена забудова (тобто забудова могла здійснюватися шляхом рейдерства природоохоронної території за підтримки місцевої влади).

## Екологічна ситуація
В липні 2016 року в засобах масової інформації з'явилися публікації, в яких зазначалося, що колір води біля Василькова набув червоного кольору. Ймовірною причиною називався витік хімікатів на фабриці з виготовлення красів. Також вода набула запаху ацетону, а риба загинула.